# Allotrichoma incertum
Allotrichoma incertum är en tvåvingeart som beskrevs av Frey 1958. Allotrichoma incertum ingår i släktet Allotrichoma och familjen vattenflugor. Inga underarter finns listade i Catalogue of Life.